# (20780) Chanyikhei
(20780) Chanyikhei (2000 RO11) – planetoida z grupy pasa głównego asteroid okrążająca Słońce w ciągu 4,05 lat w średniej odległości 2,54 j.a. Odkryta 1 września 2000 roku.